# Llambi Campbell
Llambi Campbell es una comuna argentina del departamento La Capital en la provincia de Santa Fe. Su gentilicio es "Llambicense".
Se encuentra a 50 km de la capital provincial, Santa Fe. Contaba con 2,523 habitantes (Indec, 2010). lo que da un crecimiento del  % con respecto al 2001 que contaba con 2494 habitantes (INDEC 2001)  y con 0000  habitantes en el año 1991, lo que representa un  % con  respecto a los 1915 habitantes en el censo de 1980 (INDEC 1980)

## Santa patrona
- La Santísima Trinidad. Festividad: segundo domingo después de Pentecostés

## Historia

### Creación de la comuna
- 5 de julio de 1893.[1]

### Reseña
- 1880: varios inmigrantes italianos llegan al paraje Los Leones.
- 5 de julio de 1893: Paulino Llambi Campbell, emprendedor, presenta ante el Gobierno de la provincia de Santa Fe, planos de la traza del pueblo y colonia «Llambi Campbell». Desde 1893 se construye la iglesia en los terrenos donados, que en honor a su madre tendría como patrona a la Santísima Trinidad.
- 27 de junio de 1895: se aprueban los planos. Empieza a funcionar la primera escuela.
- 8 de julio de 1895: se crea la primera «comisión de fomento»
- 1902: se crea el Juzgado de Paz
- 1903: se crea la policía
- 1914: se crea el club San Martín
- 1926: se instala la electricidad
- 1931: se instalan los primeros teléfonos
- 1939: se inaugura el club de bochas
- 1941: se inaugura el club Nueve de Julio
- 1978: se inaugura la primera sucursal bancaria
- 1979: se inaugura el pavimento
- 1980: se crea un centro de jubilados
- 1990: se crea el coro Yaraví, y el polideportivo Llambi Campbell.
- 1991: se crea el Club de Abuelos
- 1994: se crea el centro cultural
- 1996: se inaugura la red de agua potable y otros servicios

### Lugares históricos
- Parque de la Vida: homenaje en su centenario a todos los nacidos
- Museo histórico
- Parroquia Santísima Trinidad
- Estación Lassaga: antigua
- Museo De Marcelo sioli

Estación de Ferrocarril Gral. Belgrano

## Parajes
- Aromos
- Campo Ciolli
- Estación Lassaga
- Estación La Markona

## Entorno natural
- Río Salado a 7 km de la zona urbana

## Hermanamiento
- La Cassa (Italia). El hermanamiento fue gestionado a través de Michelle Colombino ―presidente de la Asociación de Piamonteses del Mundo―, y la comuna de La Cassa, en la provincia de Turín de la región del Piamonte.

## Parroquias de la Iglesia católica en Llambi Campbell
| Arquidiócesis | Santa Fe de la Vera Cruz |
| ------------- | ------------------------ |
| Parroquia     | Santísima Trinidad       |